# Antíctono
Con el nombre de antíctonos, se designa en geografía a aquellos pueblos que habitan las antípodas, regiones en lados opuestos de la Tierra. La palabra se compone del griego ὰντὶ ("opuesto") y χθών ("tierra").
En la Europa clásica y medieval se consideró que la Tierra se dividía por el ecuador en dos hemisferios, el del norte y el del sur; quienes habitaban uno de estos hemisferios eran los antíctonos de los habitantes del otro. Esta idea fue expuesta por Mela y otros autores clásicos, incluyendo escritores cristianos, quienes creían que todas las personas en la Tierra eran descendientes de Adán, negaban la posibilidad de que cualquier tierra del sur, si existía, pudiera ser habitado por humanos. San Agustín, argumentando desde una posición de inerrancia bíblica, escribió en su Ciudad de Dios "es demasiado absurdo decir, que algunos hombres podrían haber tomado un barco y atravesado el ancho océano entero, y cruzado de este lado del mundo al otro, y que así incluso los habitantes de aquella región distante descienden de ese primer hombre".